# Trichaster flagellifer
Trichaster flagellifer är en ormstjärneart som beskrevs av von Martens 1877. Trichaster flagellifer ingår i släktet Trichaster och familjen Euryalidae. Inga underarter finns listade i Catalogue of Life.